# Henri Gillard
Vous lisez un « bon article » labellisé en 2014.
Henri Gillard, plus connu sous le nom de l’abbé Gillard ou du recteur de Tréhorenteuc (né le 30 novembre 1901 à Guégon et mort le 15 juillet 1979 à Plumergat), est un prêtre breton attaché à l'église Sainte-Eutrope Sainte-Onenne de 1942 à 1962. Dès son arrivée, il fait restaurer cette petite Église d'une commune isolée (à l'époque on ne s'y rend que par des chemins empierrés) du Morbihan en la décorant de peintures qui mélangent le merveilleux celte à la foi chrétienne, à travers la symbolique du Graal. Il popularise nettement la légende arthurienne grâce à ses nombreux ouvrages et aux visites guidées du Val sans retour tout proche, qu'il organise. Durant ses années de ministère, il guide les visiteurs et les héberge dans l'église.
Son action dynamise la commune de Tréhorenteuc, alors victime d'un important exode rural, pour en faire une destination touristique prisée. Désavoué et exilé par sa hiérarchie en 1962, l'abbé Gillard est finalement réhabilité après son décès en 1979, et enterré dans l'église de Tréhorenteuc. Une statue à son effigie a été érigée. Une association s'est constituée pour défendre ses œuvres et son héritage.

## Biographie
Henri Gillard naît à Guégon le 30 novembre 1901, au manoir de Trénaleuc. Ses ancêtres sont agriculteurs depuis plusieurs générations. Il étudie à Ploërmel puis au grand séminaire de Vannes, avant d'être ordonné prêtre le 20 décembre 1924, à l'âge de 23 ans. D'abord professeur de collège, il devient vicaire à Plumelec puis est nommé à Crédin où déjà, sa hiérarchie apprécie peu son originalité. Il est mobilisé pour la Seconde Guerre mondiale en 1940, et regagne Crédin après la débâcle,. Durant l'occupation allemande, il se réfugie dans ses lectures.

### Recteur de la paroisse de Tréhorenteuc
En mars 1942, il devient le nouveau recteur de la paroisse locale de Tréhorenteuc. En raison de ses idées originales et non-conformes selon lesquelles la légende du Graal n'en est pas une, le diocèse de Vannes souhaite vraisemblablement le « mettre au placard » dans cette petite commune rurale isolée et reliée par des chemins de terre, dont l'église tombe en ruines,. Tréhorenteuc, affecté par l'exode rural, est considérée comme le « pot de chambre » du diocèse.
L'abbé Gillard, grâce à sa maîtrise du gallo parvient rapidement à se faire accepter des Tréhorenceutois et prend en sympathie les agriculteurs pauvres de la commune, partage leur vie et devient leur secrétaire de mairie. Avec les 150 habitants de Tréhorenteuc, il distingue le potentiel des légendes de Brocéliande et du Val sans retour tout proche. L'abbé Gillard ne place pas les aspects « païens » de la légende arthurienne et le catholicisme en opposition. En redécorant l'église de Tréhorenteuc (à ses frais), il fait appel au merveilleux celtique, chrétien, et à l'ésotérisme : l'abbé se met ainsi en phase avec les nouvelles pratiques socio-économiques de son époque, permises par l'arrivée des congés payés et les progrès de l'automobile, il répond à une demande touristique.
Les premiers circuits sont créés dans les années d'après-guerre : des cars partent de Rennes le dimanche pour desservir Tréhorenteuc, d'où l'abbé Gillard se charge de faire visiter le Val sans retour. Il effectue une présentation symbolique et religieuse du lieu, et n'hésite pas à héberger les visiteurs dans son église restaurée, à la manière d'une auberge de jeunesse. Henri Gillard passe à la télévision (FR3) et à la radio (Europe 1), pour présenter les lieux de la légende arthurienne. La représentation du chemin de croix qu'il a commandée pour l'église, figurant la fée Morgane dans un habit qui laisse deviner ses formes, contribue notamment à faire connaître les lieux. Dès 1943, il fait éditer de petits guides de visite aux « éditions du Val ». Son grand sens de la communication et sa personnalité construisent la notoriété de ce village, qui attire peu à peu des visiteurs venus de toute la France. Dans un contexte de déclin de l'économie agricole, son action permet à la commune de trouver quelques revenus touristiques. Moins qu'un lieu de culte, son église devient un centre culturel, « faute d'habitants ».

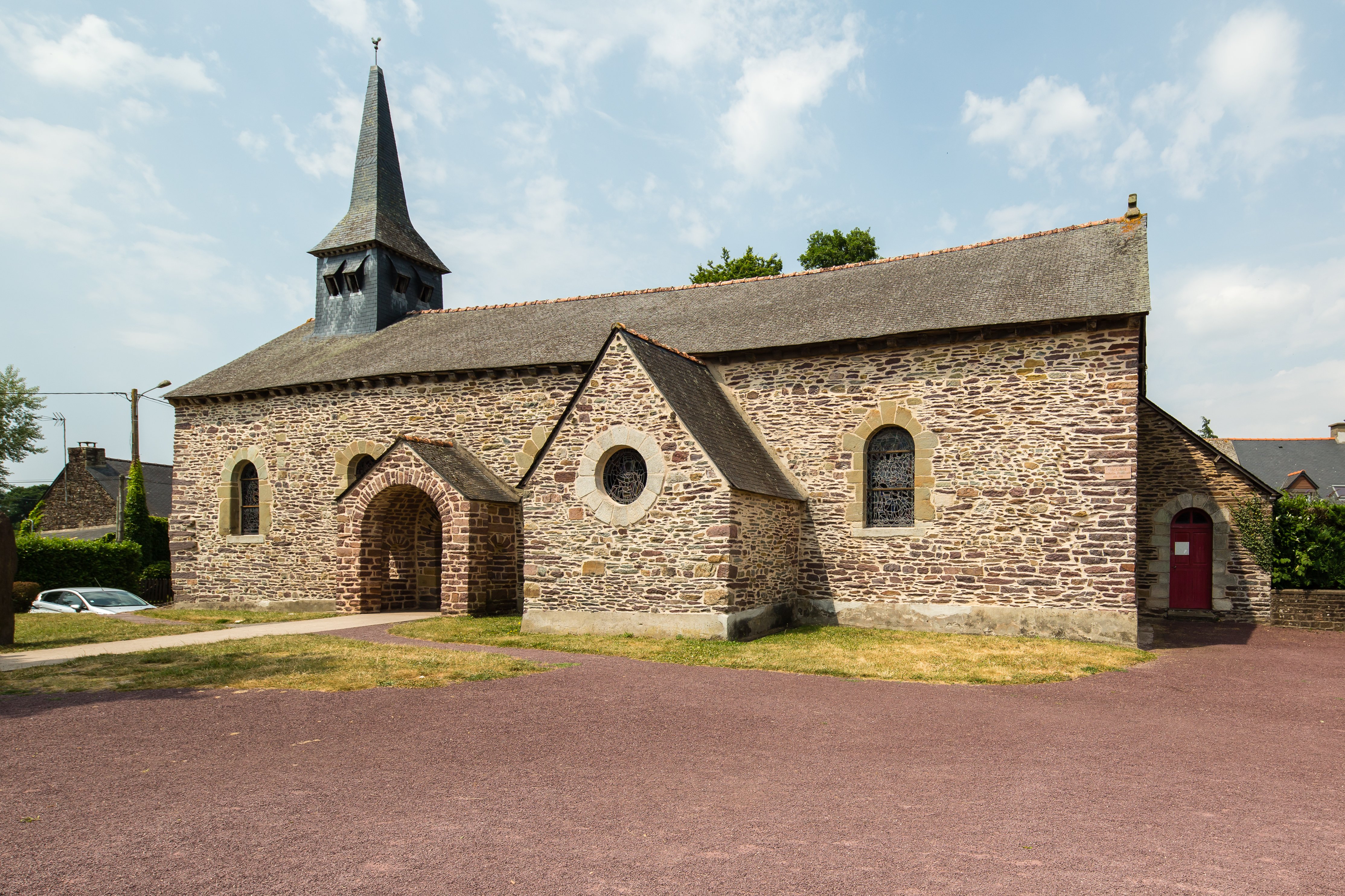
L'église Sainte-Onenne, plus connue sous le nom de « chapelle du Graal », restaurée par l'abbé Gillard.

La personnalité originale de l'abbé favorise son intégration au milieu culturel breton. Le poète breton Charles Le Quintrec évoque d'interminables discussions autour de la légende de Ker-Is et des épopées celtiques, entre l'abbé Gillard et ses invités. Il souligne que pour Henri Gillard « tout n'était que symboles ». De fait, Gillard est passionné par les nombres et l'astrologie, passant de longues heures à regarder les étoiles et à lire des ouvrages anciens. Sa hiérarchie n'a pas de prise sur lui, il revient sans cesse à ses calculs et ses études de la symbolique. Toujours d'après Le Quintrec, l'abbé parle bas et vite, et possède le regard d'un enfant.
Henri Gillard fréquente d'autres intellectuels bretons, en particulier Xavier de Langlais et Jean Markale.

### Dernières années
En 1962, ses idées attirent l'attention de son évêché. Sa hiérarchie, choquée par ses actions et la façon dont il mêle le christianisme au merveilleux païen, le déplace et l'empêche d'accéder à l'église Sainte-Eutrope Sainte-Onenne,. Il vit ses dernières années dans la maison de retraite du clergé à Sainte-Anne-d'Auray. Il reçoit toujours de nombreuses visites, y compris de la presse et de la télévision. Cet éloignement de Tréhorenteuc le fait souffrir. Il ressemble, d'après Le Quintrec, à un « enfant perdu, égaré et amoindri » en quête de tendresse. Il faut attendre son décès, le 15 juillet 1979, pour que le diocèse de Vannes le réhabilite officiellement et lui permette d'être enterré dans son église.

## Postérité
L'abbé Gillard est considéré comme l'homme qui a redonné vie aux légendes arthuriennes dans cette petite commune de Bretagne, grâce à ses efforts et à la restauration de son église, dédiée à Sainte Onenne. Il a mêlé légendes celtiques et foi chrétienne, dans une ouverture d'esprit certaine. Il laisse en héritage une célèbre petite phrase, « La porte est en dedans », et d'autres réflexions ésotériques du type « Ce que l'on voit n'existe pas, mais ce que l'on ne voit pas existe ».
C'est aussi le dernier recteur de Tréhorenteuc : après son départ, la charge religieuse de la petite église est confiée au recteur de Néant-sur-Yvel et au curé de Mauron. Après son décès est créée l'« Association de sauvegarde des œuvres de l'Abbé Gillard ». L'édifice est désormais qualifié d'« église ésotérique ». Durant ses années de service comme prêtre, l'abbé Gillard a rencontré Jacques Bertrand, alias Jean Markale, qui est considéré depuis comme son héritier spirituel.

### Statue
En 1998, une statue de bronze à son effigie est érigée devant l'église, en hommage notamment à son investissement pour sa restauration.
Le mercredi 19 mai 2021, des touristes remarquent la disparition de la statue de l'abbé Gillard, demandant si elle est en restauration. La date du vol est inconnue, ni la personne qui ouvre l'église, ni les habitants n'ayant remarqué la disparition de la statue. Le maire de Tréhorenteuc Michel Gortais dépose plainte pour ce vol, vol qui affecte les habitants de la commune, qu'ils soient religieux ou non. Un appel au financement participatif est lancé en 2022 afin de remplacer la statue par une réplique en résine.

## Publications
Henri Gillard écrit une vingtaine d'opuscules sous le nom d'auteur « Le recteur de Tréhorenteuc », deux livrets audiovisuels sur les Épitres et l'Évangile dans les musées nationaux, et un essai consacré au zodiaque. La plupart de ses ouvrages sont désormais visibles à l'office de tourisme de Tréhorenteuc.
- Les Mystères de Brocéliande, Les Éditions du Ploërmelais, 1954, 48 p. (présentation en ligne)
- La mystique des nombres dans les beaux arts, Les Éditions du Ploërmelais, 1955, 64 p. (présentation en ligne)
- Symbolisme et mystique des nombres en Brocéliande, Éditions du Ploërmelais (Impr. le Ploërmelais), 1956
- Vérités et légendes de Tréhorenteuc, St. Joachim, 1971
- Les Épîtres dans les musées nationaux : livret audio-visuel, St. Joachim, 1971
- Implantation en Brocéliande des romans de la Table ronde, Henri Gillard, 1972
- Le Zodiaque: ses signes, les nombres sacrés et les idéogrammes, Henri Gillard, 1976
- Vérités et légendes de Tréhorenteuc, Association de sauvegarde des œuvres de l'Abbé Gillard, Préface de Jean Markale, 1996

## Distinctions
- Officier de l'ordre des Palmes académiques (1er décembre 1958)[24]